# Gare du Ricanto
La gare du Ricanto ou U Ricantu est une gare ferroviaire française de la ligne de Bastia à Ajaccio (voie métrique), située sur le territoire de la commune d'Ajaccio dans le département de la Corse-du-Sud et la Collectivité de Corse (CdC).
C'est une halte des Chemins de fer de la Corse (CFC) desservie par des trains « grande ligne » et « périurbain ». Arrêt facultatif (AF), il faut signaler sa présence au conducteur pour qu'il y ait un arrêt du train.

## Situation ferroviaire
La gare du Ricanto est établie au point kilométrique (PK) ... de la ligne de Bastia à Ajaccio (voie unique à écartement métrique), entre les gares de Cavone et des Salines.

## Histoire
La halte du Ricanto est mise en service le 10 mars 2014 par les CFC. Elle est située au lieu-dit du Vazzio, desservant notamment la plage du même nom.

## Service des voyageurs

### Accueil
Halte CFC, c'est un point d'arrêt non géré (PANG) à accès libre. Elle est équipée de deux quais avec un abri et d'une voie de croisement en cours de mise en service. Arrêt facultatif (AF) : le train ne s'arrête que si la demande a été faite au conducteur.

### Desserte
Effrico est desservie (éventuellement : arrêt facultatif (AF)) par des trains CFC « grande ligne » de la relation : Bastia (ou Corte) - Ajaccio et de la « desserte périurbaine d'Ajaccio », relation Mezzana - Ajaccio.

### Intermodalité
Le stationnement des véhicules est possible à proximité.